# Konrad Gustav Pastor

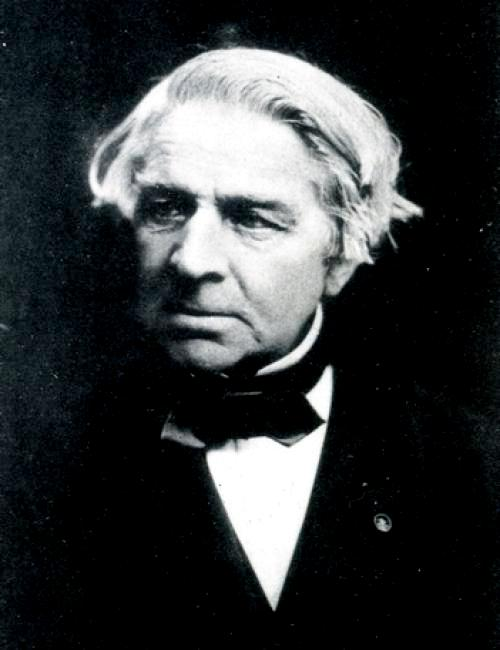
Konrad Gustav Pastor

Konrad Gustav Pastor (* 2. Juni 1796 in Aachen-Burtscheid; † 20. Januar 1890 in Lüttich) war ein deutscher Industrieller und maßgeblicher Reorganisator der S. A. Cockerill.

## Leben und Wirken
Der Sohn des Burtscheider Tuchfabrikanten Karl Philipp Pastor (1745–1810) und der Anna Gertrud Schmitz (1760–1809) begann nach seiner Schulzeit zunächst eine technische Ausbildung im elterlichen Betrieb. Im Anschluss daran übernahm ihn im Jahre 1813 John Cockerill, welcher mit Pastors Cousine Johanna Friederike verheiratet war, in seine im Aufbau befindliche Stahlerzeugungs- und Maschinenbaubetriebe. An insgesamt 60 Standorten, viele davon außerhalb Belgiens, wurden auf Rechnung Cockerills Kohlenwerke und Eisenhütten, Spinnereien, Tuchfabriken, Maschinenbauwerkstätten und anderes betrieben. Einige Jahre später gründete Pastor in Verviers zusätzlich eine Kammgarnfabrik, in der unter anderem auch sein Verwandter Gottfried Pastor seine Lehrjahre verbrachte. Konrad Gustav Pastor profitierte dabei vor allem  von den Erfahrungen des ebenfalls in Verviers ansässigen William Cockerill, Senior, Vater des John Cockerill, welcher in Verviers Webmaschinen herstellte. Zwischenzeitlich reiste Pastor immer wieder nach England, um sich dort im Rahmen von Praktika auf den neuesten Stand der Industrie-Technik zu bringen.

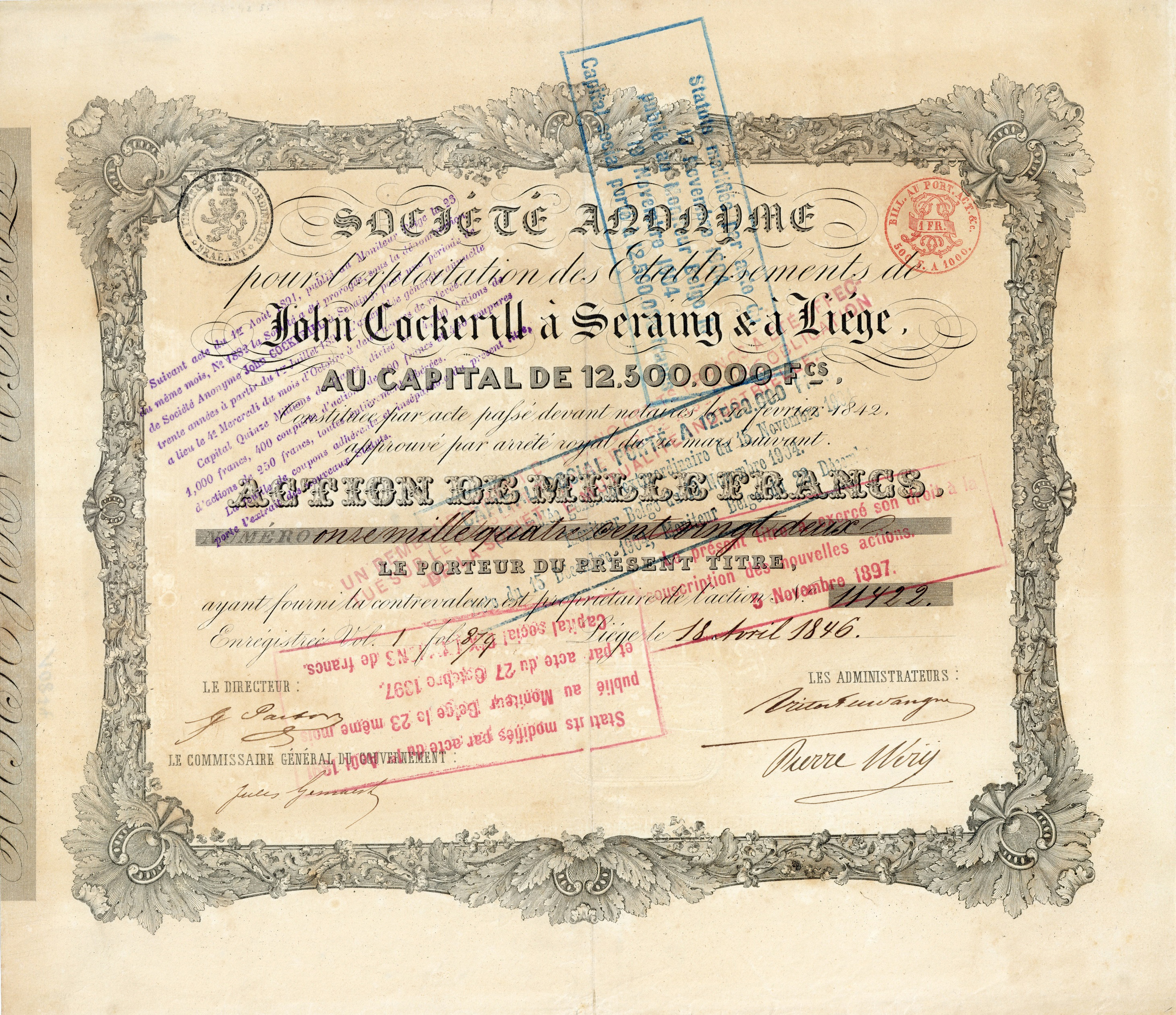
Aktie der S.A. pour l’Exploitation des Etablissements de John Cockerill à Seraing & à Liège, ausgestellt am 18. April 1846 in Lüttich, im Original unterschrieben von Konrad Gustav Pastor als Generaldirektor

Im Vorfeld der belgischen Revolution im Jahre 1830 verkaufte der zweite Teilhaber und Bruder von John, James Cockerill im Jahre 1823 seine Anteile an das Vereinigte Königreich der Niederlande und verlagerte sein Engagement in den Raum Aachen. Damit wurde John Cockerill alleiniger Inhaber und ernannte  im Jahr 1829 Pastor zu seinem Generaldirektor. Dieser konnte allerdings während der Zeit der Revolution und der nachfolgenden Wirtschafts- und Finanzkrise bis zum Jahr 1839 das Unternehmen zunächst nur noch in die Liquidation führen und anschließend neu reorganisieren. Durch Abstoßung des gesamten Besitzes mit Ausnahme von Seraing und Lüttich, gelang es Pastor nach Cockerills plötzlichem Tod 1840 den Kern des Unternehmens zu retten und auf der Grundlage der Serainger Anlagen die „Societe Anonyme des Etablissements John Cockerill“ zu bilden, kurz S. A. Cockerill, welches in den Folgejahren erneut zu einem Unternehmen mit Weltruf aufstieg. Pastor führte zahlreiche technische Neuerungen, wie beispielsweise die Kokshochöfen ein und war auf dem Festland einer der Ersten, der das Bessemer-Verfahren anwendete. 
Pastor leitete das Unternehmen bis 1865 sowie bis 1869 noch als Präsident des Verwaltungsrates. Seine beiden Söhne aus der Ehe mit Adele Hodson (1810–1888), Gustave Léon Pastor (1832–1922) und Georg Oktave Pastor (1835–1915), stellte er als ausgebildete Hütteningenieure in sein Werk ein und ernannte Georg Oktave zu seinem Nachfolger als Generaldirektor und Gustav Léon zum Betriebsdirektor. Beide bauten die erfolgreiche Stellung des Unternehmens weiter aus und blieben diesem bis zu ihrem Ausscheiden im Jahr 1871 erhalten. 
Konrad Gustav Pastor, der von der Bevölkerung liebevoll „der belgische Pastor“ genannt wurde, war nach seinem Ausscheiden aus dem aktiven Dienst noch in vielfacher Hinsicht karitativ tätig. Darüber hinaus leitete er unter anderem als Präsident die Handelskammer zu Lüttich. Für seine Verdienste um die Wirtschaft Belgiens im Allgemeinen und um die Region Lüttich im Besonderen wurde er zum Ehrenbürger Belgiens ernannt mit dem Kommandeurskreuz des belgischen Leopoldsordens geehrt sowie in Seraing eine Straße nach ihm benannt.